# Lucy Orozco
Lucy Orozco es una productora mexicana de televisión y teatro, escritora y analista de cine. Conductora también de series para la Radio, sobre personalidades cinematográficas.

## Biografía
Preparada en la Universidad Iberoamericana del D.F. para realizar cine y periodismo, inició su carrera en el Canal 13 que comandaba Don Luis de Llano Palmer. En ese primer trabajo y derivado de las diversas producciones en las que participó, tuvo oportunidad de relacionarse con personalidades como el escritor y crítico de cine Emilio García Riera, Juan José Arreola, Luis Basurto, Lupe Marín y Luis Buńuel, entre muchos otros. Posteriormente, abandonó la televisión para incorporarse al cine. Instalada en Los Estudios Churubusco, en la Productora Conacite fue nombrada asesora de Fernando Macotela, director general de la empresa. Esa labor la llevó a conocer las distintas áreas fílmicas desde diferentes perspectivas y la puso en contacto con directores como Alberto Isaac, Alberto Bojórquez, Felipe Cazals y Jaime Humberto Hermosillo, así como con actores destacados como Pedro Armendáriz y José Alonso y actrices como Isela Vega, Ofelia Medina y Alma Muriel. De la producción fílmica y a invitación de Fernando Macotela, se incorporó al Banco Cinematográfico para colaborar como analista y asesora de proyectos fílmicos. En esa función tuvo la oportunidad de estar en contacto con famosos escritores como Juan Rulfo, José Agustín o Josefina Vicens. Luego llegó a Subdirectora de la Dirección de Cinematografía y de la Cineteca Nacional y continuó su carrera dentro del cine en el naciente Instituto Mexicano de Cinematografía. Allí elaboró, como Directora y Productora programas documentales en los que se distinguió el realizado para Luis Buñuel que se transmitió en el Festival de San Sebastián y en la Universidad de Yale, uno sobre la actriz Isela Vega, o el del documentalista Carlos Velo. En 1985 ingresó a Televisa.
Su debut como productora de televisión fue con el melodrama El pecado de Oyuki,  seguido de la producción de la telenovela Teresa que catapultó a la fama a Salma Hayek. Posteriormente realizó varias telenovelas en las que se caracterizó por introducir a actores eminentemente venidos del teatro como Daniel Giménez Cacho, Laura Almela o Patricia Bernal y equipos en los que incorporó a talentos con experiencia en el cine, por lo que sus producciones se distinguieron por tener tintes cinematográficos tanto en el contenido como en las técnicas narrativas. Su última producción fue la telenovela Ramona con Kate del Castillo y Eduardo Palomo como protagonistas. Además escribió muchas de sus telenovelas. 
Después de producir Ramona, ha desarrollado las siguientes novelas originales:
Sólo se ama dos veces (2003), Historia de una Pasión (2006), Ángeles y Alacranes (2011), Mujeres.com (2012) mismas que aún no ha recibido luz verde de parte de Televisa ni el poco tiempo que estuvo en TV Azteca para regresar a la producción de telenovelas.
Actualmente continúa en Televisa y alterna sus tareas con su participación como analista de cine en la revista "Tiempo Libre" y debutó en la Radio con una serie de su autoría en la que comenta vidas de estrellas cinematográficas de talla internacional. 
Ha participado en Festivales como San Sebastián, Moscú y dado conferencias en diferentes foros tanto de México, como en Uruguay, Argentina, Canadá y Espańa.
Publicó un libro llamado "Fama" en el que recopiló entrevistas con figuras como Ali MacGraw, Irene Papás, Ana Belén, Silvia Pinal, Salma Hayek, entre otras. El libro goza de un prólogo escrito por Elena Poniatowska.
Condujo al lado de Juan Becerra Acosta la serie radiofónica "Dios creó a la Mujer",  transmitida en  Opus, del 94.5 FM del Instituto Mexicano de la Radio IMER. 
Ha dado cátreda en Universidad Nacional Autónoma de México e impartido clases en la Universidad Iberoamericana.

## Trayectoria

### Productora ejecutiva
- Ramona (2000)
- Gente bien (1997)
- Retrato de familia (1995-1996)
- Las secretas intenciones (1992)
- Yo no creo en los hombres (1991)
- Teresa (1989-1990)
- El pecado de Oyuki (1988)

### Escritora
- Ramona (2000)
- Gente bien (1997)

### Libros
- Fama (2008)

## Premios y nominaciones

### Premios TVyNovelas
| Año  | Categoría        | Telenovela         | Resultado |
| ---- | ---------------- | ------------------ | --------- |
| 1996 | Mejor telenovela | Retrato de familia | Nominada  |
| 1990 | Mejor telenovela | Teresa             | Ganadora  |
| 1989 | Mejor telenovela | El pecado de Oyuki | Nominada  |

### Premios Eres
| Año  | Categoría        | Telenovela                | Resultado |
| ---- | ---------------- | ------------------------- | --------- |
| 1992 | Mejor telenovela | Yo no creo en los hombres | Nominada  |